# Pasterz Jeli
Pasterz Jeli (oryg. wł. Jeli il pastore) – opowiadanie Giovanniego Vergiego, wchodzące w skład tomu Życie wśród pól. 

## Treść
Głównym bohaterem opowiadania jest ubogi sycylijski pasterz Jeli. W momencie rozpoczęcia akcji utworu ma on trzynaście lat, jest sierotą – oboje rodzice, pasterz i służąca, zmarli. Chłopiec już w dzieciństwie zarabiał na swoje utrzymanie jako pastuszek, spędzając całe dnie na pastwiskach, w lasach i na łąkach. Był powszechnie lubiany w swojej wsi, gdyż chętnie pomagał każdemu, odznaczał się pogodą ducha, znakomicie opiekował się zwierzętami. W wieku trzynastu lat zaprzyjaźnił się z Alfonsem – synem szlachcica. 
Gospodarz Agrippino, polowy, strzegący pól, na których pracował Jeli, miał córkę Marę, rówieśnicę pastuszka. Dzieci często spotykały się w polu, bawiły się razem. Po kilku latach rodzina Agrippino przeprowadziła się do Marineo i dzieci straciły kontakt. Do ich kolejnego spotkania doszło dopiero kilka lat później w czasie uroczystości św. Jana. Jeli miał za zadanie doprowadzić na nią konie swojego pracodawcy, przeznaczone do sprzedaży na targu; wskutek jego nieuwagi wywołanej myślami o Marze, jeden ze źrebaków wpadł w przepaść i złamał kręgosłup, przez co Jeli stracił pracę i zaległą wypłatę. 
W dniu św. Jana Jeli brał udział w świątecznej zabawie razem z Marą i jej rodziną. Zorientował się, że do dziewczyny zalecał się syn zamożnego gospodarza Neriego, a ona odwzajemniała jego starania. Ciosem dla młodego pasterze był widok pocałunku obojga. Tymczasem ojciec Mary pomógł mu znaleźć nowe zajęcie – owczarza u gospodarza Neriego. W nowej pracy Jeli szybko uzyskał znakomitą opinię. Dowiedział się również, że plany ślubu syna gospodarza z Marą zostały zarzucone, ponieważ narzeczona miała mieć romans z młodym szlachcicem Alfonsem. Wkrótce potem Jeli spotkał się z dziewczyną. Powiedziała mu ona, że wskutek złej finansowej sytuacji rodziny prawdopodobnie nie znajdzie dobrego kandydata na męża i byłaby skłonna wyjść za mąż za niego. Jeli natychmiast oświadczył się Marze, którą stale kochał, a jej rodzice wyrazili zgodę na ślub, doceniając jego pracowitość i oszczędność. Początkowo małżeństwo było bardzo szczęśliwe: pasterz udawał, że nie wie o plotkach na temat niewierności jego żony, cieszył się, że Mara wzorowo prowadzi gospodarstwo; do domu wracał jedynie wieczorami, dnie spędzając w pracy na pastwisku. Z czasem nie był już w stanie udawać, że nie docierają do niego informacje o romansie Mary i Alfonsa. Wreszcie w czasie wiejskiej zabawy, widząc żonę tańczącą z młodym szlachcicem, podszedł doń i poderżnął mu gardło. Przed sądem powtarzał jedynie, iż musiał go zabić, gdyż ów odebrał mu ukochaną.

## Cechy utworu
Opowiadanie zostało opublikowane jako część tomu Życie wśród pól. Podobnie jak w przypadku zdecydowanej większości tekstów z tego tomu, jego akcja rozgrywa się na wsi sycylijskiej, wśród zamieszkującej ją prostych chłopów. Dzieła reprezentują poetykę weryzmu. Narrator jest człowiekiem z ludu, operuje ludowym językiem i popularnymi metaforami. Jego sympatia jest wyraźnie po stronie pasterza, którego samotność i funkcjonowanie niejako „poza społeczeństwem” zostają podkreślone. W dzieciństwie Jeli spędza większość czasu ze zwierzętami, doskonale je rozumie, kocha przyrodę, jest do niej przywiązany bardziej niż do ludzi. Naiwny, niepiśmienny Jeli jest jednak na swój sposób szczęśliwy. Dopiero kiedy, zmuszony koniecznością, musi zacząć funkcjonować w społeczności, zaczynają spotykać go nieszczęścia – traci zarobek wskutek wypadku źrebaka, zaś ukochana żona zdradza go na oczach wszystkich mieszkańców wsi. Wychowanie na łonie natury czyni z pasterza człowieka naiwnego i wiernego, gotowego podporządkowywać się ukochanej Marze nawet wtedy, gdy jej zdrada staje się oczywista. Ostatecznie jednak nawet on nie znosi upokorzenia i mści się. Wówczas nie będzie dla niego przebaczenia – odepchnięty przez społeczeństwo, zostanie surowo ukarany.
Pasterz Jeli został przetłumaczony na język polski przez Zofię Ernst i opublikowany w tomie opowiadań Don Candeloro i jego trupa (wyd. 1953).